# Randall Davidson
Randall Thomas Davidson, 1:e baron Davidson of Lambeth, född 7 maj 1848 i Edinburgh, död 25 april 1930 i London, var en brittisk kyrkoman.
Davidson blev biskop av Rochester 1891, biskop av Winchester 1895 och var ärkebiskop av Canterbury 1903-1928. 1911 krönte han George V. Davidson var inte någon utpräglad partiman utan behandlade de ytterligtgående kyrkliga riktningarna anglokatolikerna och de moderna teologerna med största möjliga förståelse och moderation. Han vann också förtroende hos alla grupper inom kyrkan. Ett led i hans strävan att bevara den Engelska kyrkans traditionella vidsynthet (comprehension) var hans arbete för revision av Book of Common Prayer. Utåt kännetecknades hans primat av vidgad gemenskap med andra trossamfund såsom, däribland den ortodoxa kyrkan och svenska kyrkan. Juni 1928 meddelade Davidson att han ämnade att abdikera som ärkebiskop (med termen "pensionering") den 12 november 1928. Detta var första gången i Storbritanniens historia som en ärkebiskop av Canterbury abdikerat frivilligt. Då Davidson lämnade sitt ämbete, blev han pär under namnet Lord Davidson of Lamberth.
| Ärkebiskopar av Canterbury     |
| ------------------------------ |
| Företrädare \| Efterträdare    |
| Frederick Temple \| Cosmo Lang |